# Ascotheca
Ascotheca là chi thực vật có hoa trong họ Acanthaceae.